# دي أف أس 228
دي أف أس 228 طائرة استطلاع بمحرك صاروخي، صممها Deutsche Forschungsanstalt für Segelflug (DFS - "المعهد الألماني لرحلات الطائرات الشراعية") خلال الحرب العالمية الثانية. بحلول نهاية الحرب، كانت الطائرة قد حلقت فقط في شكل نموذجين أوليين لا يعملان.

## التصميم والتطوير
تم تنفيذ التصميم الأولي للظائرة قبل اندلاع الحرب كطائرة تجريبية، تهدف إلى تطوير نظام هروب عالي الارتفاع للطائرات الشراعية. تم تعليق المشروع مع بدء الأعمال العدائية، ولكن تم إحيائه في عام 1940 عندما قامت وزارة طيران الرايخ بطلب طائرة استطلاع تعمل بقوة الدفع الصاروخية.